# Mugares
Mugares (llamada oficialmente Santa María de Mugares) es una parroquia y un lugar del municipio español de Toén, en la provincia de Orense, Galicia.

## Historia
Hacia mediados del siglo XIX, la parroquia, ya por entonces perteneciente a Toén, tenía contabilizada una población de 480 habitantes. Aparece descrita en el undécimo volumen del Diccionario geográfico-estadístico-histórico de España y sus posesiones de Ultramar de Pascual Madoz con las siguientes palabras:

MUGARES (Sta Maria): felig. en la prov., part. jud. y dióc. de Orense (1 leg.), ayunt. de Toen. sit. á la izq. del r. Miño. con buena ventilacion y clima saludable. Tiene unas 130 casas repartidas en el l. de su nombre, y en los de Moreiro, Meabo y Freijendo. La igl. parr. (Sta. Maria), está servida por un cura de segundo ascenso y patronato laical. Confina el térm. N. r. Miño; E. Piñor; S. Toen; O. Alongos. El terreno participa de monte y llano, y es de buena calidad; le fertilizan 2 arroyuelos que reuniéndose al E de la felig van á desaguar en el espresado Miño. Los caminos son locales y malos. prod.: vino, maiz, centeno, algun trigo y cebada, legumbres, hortalizas, y pocas frutas; se cria ganado vacuno, de cerda lanar y cabrío; hay caza y pesca de varias clases. pobl.: 138 vec., 480 alm. contr.: con su ayunt. (V.)
(Madoz, 1848, p. 674)

## Organización territorial
La parroquia está formada por tres entidades de población:
- Meaba
- Mugares
- O Moreiro

## Demografía

### Parroquia
| Gráfica de evolución demográfica de Mugares (parroquia) entre 2000 y 2023 |
|                                                                           |
| Datos según el nomenclátor publicado por el INE.                          |

### Lugar
| Gráfica de evolución demográfica de Mugares (lugar) entre 2000 y 2023 |
|                                                                       |
| Datos según el nomenclátor publicado por el INE.                      |